# Rafał Jurkowlaniec
Rafał Tytus Jurkowlaniec, né le 29 juillet 1967 à Nowy Sącz (Petite-Pologne) est un haut fonctionnaire et homme politique polonais. Il a été dirigeant sportif en basketball. De 2007 à 2010 il a été voïvode de Basse-Silésie. Depuis 2010 il est maréchal de la voïvodie de Basse-Silésie.

## Biographie
Rafał Jurkowlaniec a fait des études de sciences politiques à l'Université de Wrocław puis à l'École supérieure de management et de finances de Wrocław (pl) (spécialisation : média et communication politique). 
Il a ensuite travaillé au service de presse du voïvode de Wrocław puis comme journaliste économique au bureau local de Gazeta Wyborcza. De 1993 à 1997, il est rédacteur en chef de Radio Eska Wrocław, première station commerciale de la région. En 1997, il prend la direction de Radio Manhattan à Łódź, tout en continuant à développer le réseau Radio Eska.
Parallèlement il appartient au comité directeur du club de basket Śląsk Wrocław (1999-2003) et au comité de rédaction du journal sportif Słowo Sportowe (jusqu'en 2000).
En 2005, il devient rédacteur en chef du premier programme de la radio publique Polskie Radio.
Il est ensuite choisi par le maire de Wrocław de la préparation de l'Euro 2012 avant de devenir directeur général des services de la voïvodie en décembre 2006.
Le 29 novembre 2007, il est nommé voïvode de Basse-Silésie par le président du conseil des ministres Donald Tusk. Il fait notamment face aux graves inondations du printemps et de l'été 2010 (pl).
Le 1er décembre 2010 il est élu après les élections territoriales par la diétine régionale au poste de maréchal de Basse-Silésie. Parmi les priorités de son programme : amélioration des conditions offertes aux femmes enceintes et parturientes ainsi qu'aux nouveau-nés, rénovation du réseau routier en faisant appel au PPP.